# Mittenothamnium delicatulum
Mittenothamnium delicatulum är en bladmossart som beskrevs av Jules Cardot 1913. Mittenothamnium delicatulum ingår i släktet Mittenothamnium och familjen Hypnaceae. Inga underarter finns listade i Catalogue of Life.